# Thakurgaon (distrikt)
Thakurgaon (engelska: Thakurgaon District) är ett distrikt i Bangladesh.   Det ligger i provinsen Rangpur, i den nordvästra delen av landet, 300 km nordväst om huvudstaden Dhaka. Antalet invånare är 1 390 042. Arean är 1 810 kvadratkilometer.